# Dschabal Turkmen
Der Dschabal Turkmen (arabisch جبل تركمان, DMG Ǧabal Turkumān; türkisch Türkmen Dağı) ist eine Bergkette in Syrien und gehört zum Bergmassiv des Dschebel Ansariye. Das Gebirge ist nach den hier ansässigen Turkmenen benannt und liegt nahe der türkischen Grenze im Gouvernement Latakia.
In dieser Gegend wurde am 24. November 2015 eine russische Su-24 von den türkischen Luftstreitkräften abgeschossen.